# Herbert John Burgman
Herbert John Burgman (Hokah, Minnesota, Estados Unidos em 16 de abril em 1896 - Springfield, Missouri, Estados Unidos em 16 de dezembro em 1952) era uma organismo de radiodifusão americana de propaganda nazista durante a Segunda Guerra Mundial. Ele foi condenado por traição em 1949 e condenado à prisão por 6 a 20 anos.

## Detenção
Burgman foi preso em sua casa em Rumpenheim, Frankfurt am Main, em novembro de 1945. Ele então foi mantido em detenção junto com Mildred Gillars e Donald S. Day pelo en:Counterintelligence Corps em en:Camp King, Oberursel, até sua libertação condicional em 24 de dezembro de 1946. Ele foi obrigado a informar regularmente a Polícia Militar dos EUA que, então, empregou-o como intérprete apesar de ele ter sido avaliado como mentalmente incompetente por psiquiatras do Exército dos Estados Unidos.
Burgman foi preso novamente sob as instruções do Departamento de Justiça em 22 de novembro de 1948, novamente sob custódia militar em Frankfurt e foi devolvido para os Estados Unidos em 04 de fevereiro de 1949, para enfrentar o julgamento.

## Morte
Burgman cumprido a sua pena na prisão federal de Lewisburg, na Pensilvânia. Sua saúde se deteriorou e em 12 de maio de 1952, ele foi transferido para o en:Medical Center for Federal Prisoners em Springfield, Missouri. Ele morreu de Edema pulmonar agudo devido a doenças do coração em 16 de dezembro de 1953. Curiosamente, Burgman morreu na mesma prisão que colega propagandista nazista Robert Henry Best, no primeiro aniversário da morte de Robert. O corpo de Burgman foi levado para Austin, Minnesota.